# Salah Khémissi
Salah Khémissi (arabe : صالح الخميسي), de son nom complet Salah Ben Ali Abdallah Khémissi, né le 13 décembre 1912 à Testour et mort le 10 juillet 1958 à Tunis, est un chanteur tunisien et l'un des pionniers de la chanson humoristique dans son pays.

## Biographie

### Jeunesse
Né à Testour, sa famille s'installe à la rue Souki Belkhir, dans le quartier populaire de Halfaouine à Tunis, où son père travaille dans la maroquinerie et le cuir. Après avoir quitté l'école primaire, il travaille dans la fabrication de ouds et de neys. Il pratique aussi la course de fond au sein de la Zitouna Sports et rejoint les scouts.
Attiré par la musique, il est formé par le musicien syrien Ali Darwich (ar) au sein de La Rachidia, où il joue du ney aux côtés de Salah El Mahdi. C'est alors que le directeur, Mohamed Triki, le pousse à chanter sur scène. Entré à la radio en 1943, il côtoie plusieurs poètes et écrivains, mais aussi la chanteuse Saliha avec qui il se lie d'amitié. Après s'être essayé à la chanson comique, il devient un maître du genre. Seuls Hédi Semlali et Mohamed Haddad ont pu rivaliser avec lui.

### Œuvre
Pour lui, la chanson comique est une caricature chantée. Après avoir composé lui-même les paroles et la musique de ses chansons, il est sollicité par deux auteurs importants : le poète Hassine Jaziri, directeur de la revue Annadim connu pour son ton acerbe et satirique, et Ali Douagi, l'une des figures emblématiques du groupe Taht Essour et auteur au réalisme grinçant. Son œuvre est enrichie par le récit de situations aussi réalistes que cocasses : du vieillard qui divague à la vendeuse à la criée, en passant par le couple en dispute continue, les pauvres bédouins qui préfèrent la prison à leur misère et ses camarades artistes.
Toutefois, ses critiques lui causent une interdiction de chanter en public à un certain moment ; il se voit alors obligé de faire le convoyeur d'un camion de charbon.

### Héritage
Il meurt le 10 juillet 1958, à la suite d'une hépatite à l'âge de 45 ans, après avoir permis à la chanson humoristique de prendre sa place en Tunisie et montré la voie à plusieurs humoristes à l'instar de Mohamed Mourali, Hammadi Jaziri, Salahlah, Abdellatif Gharbi et Ridha Hajjem.
Il aurait laissé un répertoire de 300 chansons, même si la phonothèque de la radio n'a conservé qu'une trentaine de chansons humoristiques. Tahar Melligi a montré lors d'un passage à la télévision un cahier où sont inscrites les paroles de plusieurs chansons même si plusieurs pages sont abîmées. Moncef Charfeddine indique, pour sa part, que le chanteur avait publié en 1955, un recueil d'une douzaine de ses chansons, épuisé depuis.
Les journées Salah-Khémissi de la chanson humoristique sont organisées par la maison de la culture Ahmed-Kheireddine à Bab Laassal, la 10e édition en 2010 permettant notamment à Zied Allaoui de souligner la présence de l'œuvre de Khémissi dans le film Halfaouine, l'enfant des terrasses de Férid Boughedir.

## Principales chansons
| - Ahsen naouara teqtafha (أحسن نوارة تقطفها) - Ana omri ma skert (أنا عمري ما سكرت) - Baba hter (باباهتر) - Eddagaza (الدقازة) | - Fi boudaffa (في بودفة) - Habbit ntoub netzaouej (حبيت نتوب نتزوج) - Habbouni wetdallalt (حبوني وتدللت) - Jmiaa lehroubet wfat (جميع الحروبات وفات) | - La radio (الراديو) - Nheb ahbabi ennas lkoll (نحب أحبابي الناس الكل) - Qotlek wedlilek mlak (قتلك و دليلك ملك) - Tadouir eddam ou la elham (تدوير الدم و لا الهم) |